# خوخوي (محافظة)
محافظة خوخوي هي إحدى محافظات الأرجنتين تنقسم إلى 16 مقاطعة صغيرة يطلق عليها اسم حزب.

## التاريخ
مع بداية الغزو الأسباني، فإن إقليم جوجوي كانت ماهوله من قبل مختلف الشعوب الأصلية.
20 آب أغسطس، 1561 خوان بيريز دي زوريتا تأسيس المدينة مع اسم الثلوج في إقليم جوجوي الحالية بين الأنهار الكبرى وxibi - xibi، ولكن بحلول منتصف - 1563 تم تدميره من قبل الهنود.
في 1563، والملك فيليب الثاني من إسبانيا وأصدر المرسوم الملكي تحديد حدود الولايات القضاءيه التابعة للمجلس من البرك داخل المنطقة أو إقليم من بيرو، بما في داخلها لمحافظة محافظة توكومان. الحالى لإقليم جوجوي ادرج في محافظة جديدة.
كانت المنطقة جزءا من المنطقة أو إقليم بيرو حتى 1776، عندما انشأ الإسبانية التاج المنطقة أو إقليم من ريفر بلايت.
في 1810 في الوقت الذي قد شكلت ثورة جوجوي تاريا جنبا إلى جنب مع الجزء الشمالي من المشرف للسالتا محافظة توكومان، والجزء الأعلى من بيرو بيرو الأسبان واقعيه بدأت الغزوات الإحدى عشرة، فان الحالة الوطنية من الاميركيين في وضع حرج المجال، وتاريا جوجوي لماذا في 1812، مانويل بلغرانو القيادة الشمالية للجيش أدى إلى نزوح مدينة جوجوي محافظة توكومان. 24 آب أغسطس، 1812، عندما أعلن قائد واقعيه، بيرو بيو تريستان انضم في سان سلفادور، ودمرت وجدت غير ماهوله.
وخلال حرب الاستقلال، تعرض أحد عشر جوجوي الغزوات الإسبانية واقعيه. الاجتياح الأول لجوجوي واقعيه، برئاسة جنرالات نييتو وقرطبة وقعت في 1810، والثاني هو الغزو بقيادة بيو تريستان في العام 1812. بأمر من بلغرانو، شعب جوجوي نجمة في نزوح جوجوي، 23 اب أغسطس. في عام 1814 جاء الثالث، بقيادة الجنرالات وراميريز كعب. الرابع كان في عام 1815.
بين 1817 و 1821، مدينة سان سلفادور دي جوجوي ست مرات من قبل القوات المحتلة من إسبانيا: 6 بين كانون الثاني يناير وايار مايو 21، 1817) في تلك السنة كان هناك اثنين من الغزوات واقعيه مع اثنين من القتال في منطقة سان بيدرو دي جوجوي، 15 كانون الثاني يناير وكانون الأول ديسمبر 18)، بين 14 و 16 يناير، 1818، لمدة ثلاث ساعات في 26 مارس 1819، بين 28 ايار مايو واواخر حزيران يونيو 1820 (15)؛ نيسان أبريل وحزيران يونية بين 22 و 14 تموز يوليو عام 1821. وفي 27 نيسان أبريل 1821 وشهدت انتصار قوات مكافحة جوجوي في ليون، من هو وكما نتذكر اليوم غراندي دي جوجوي.

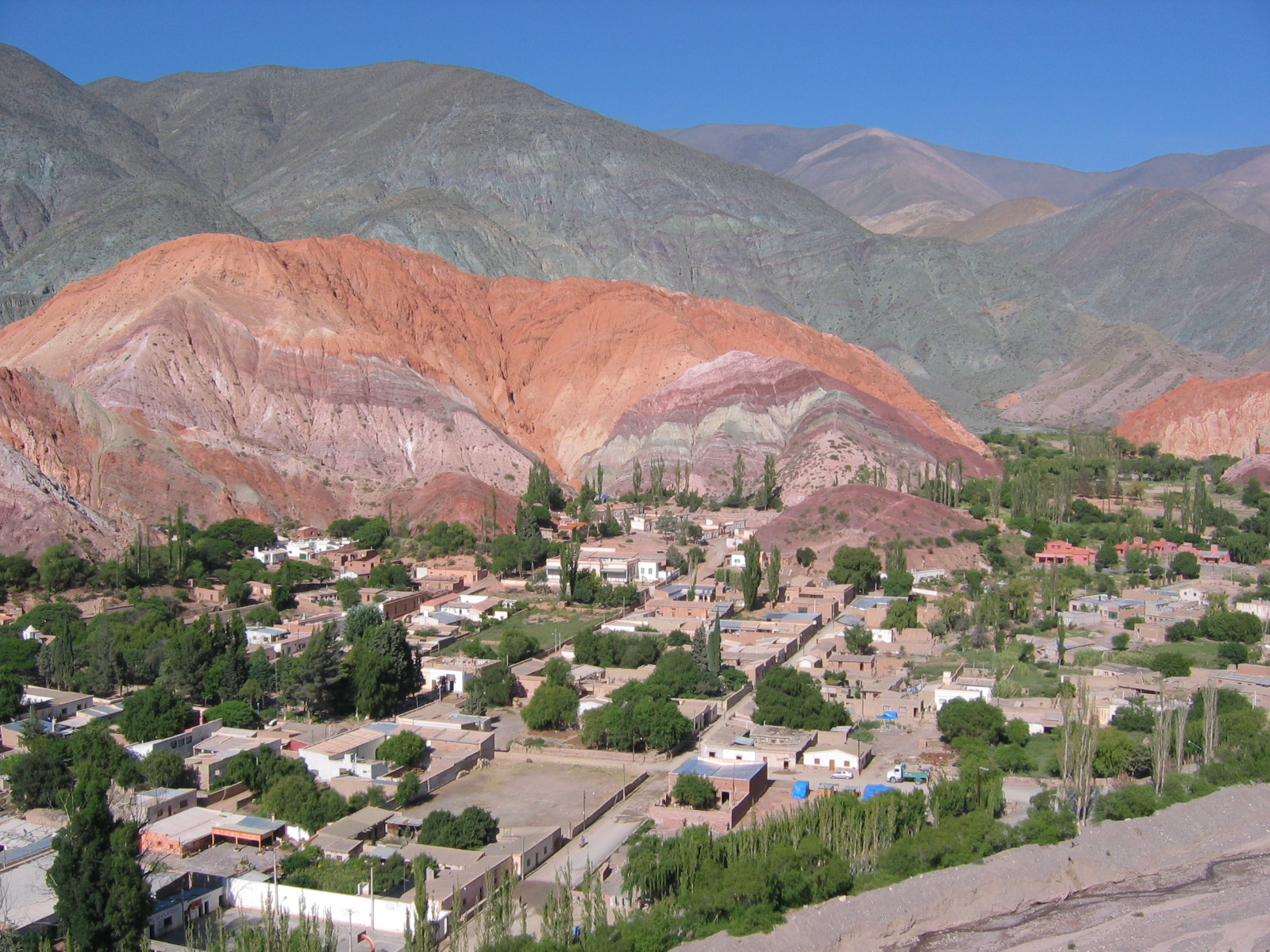
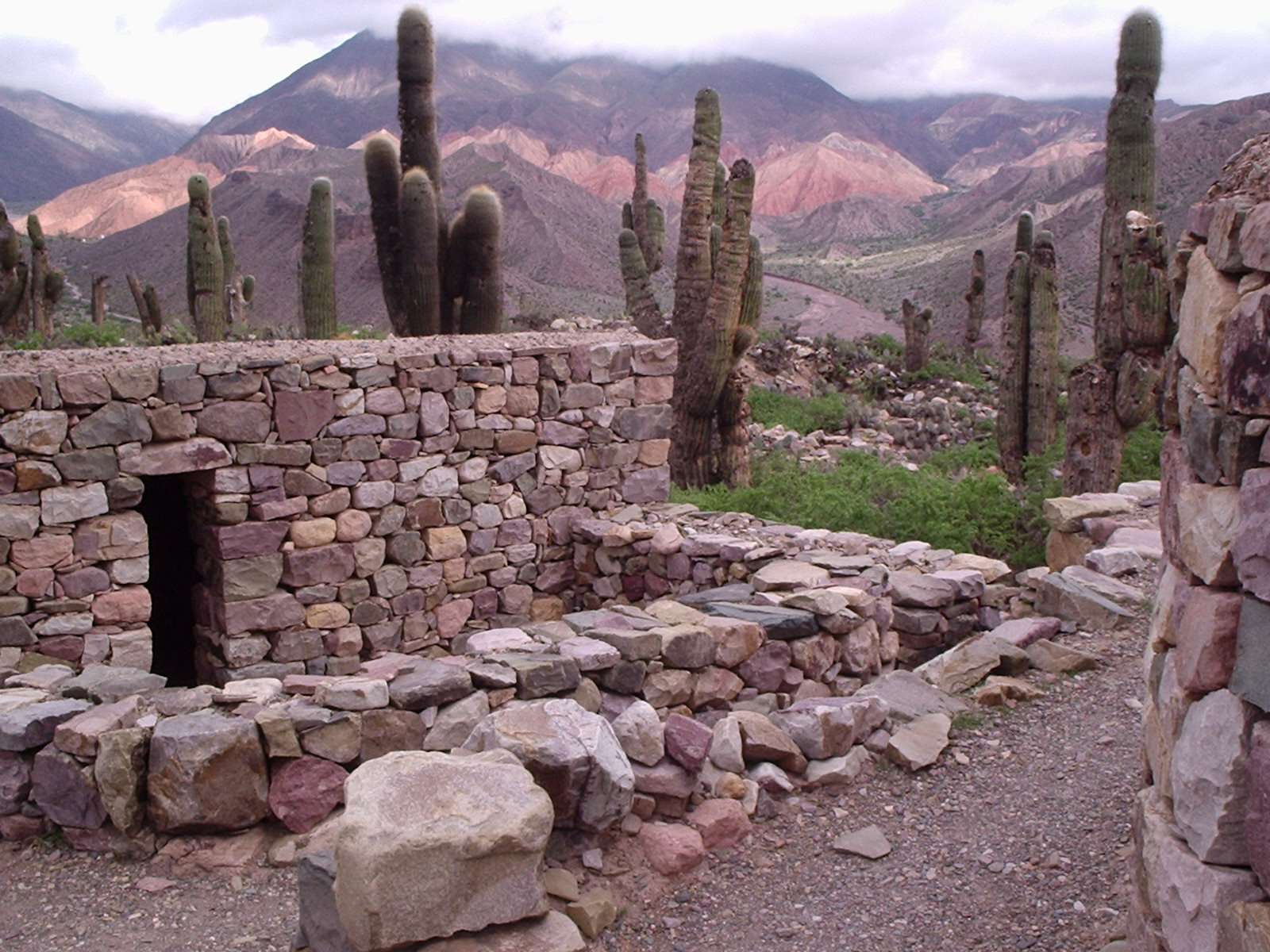
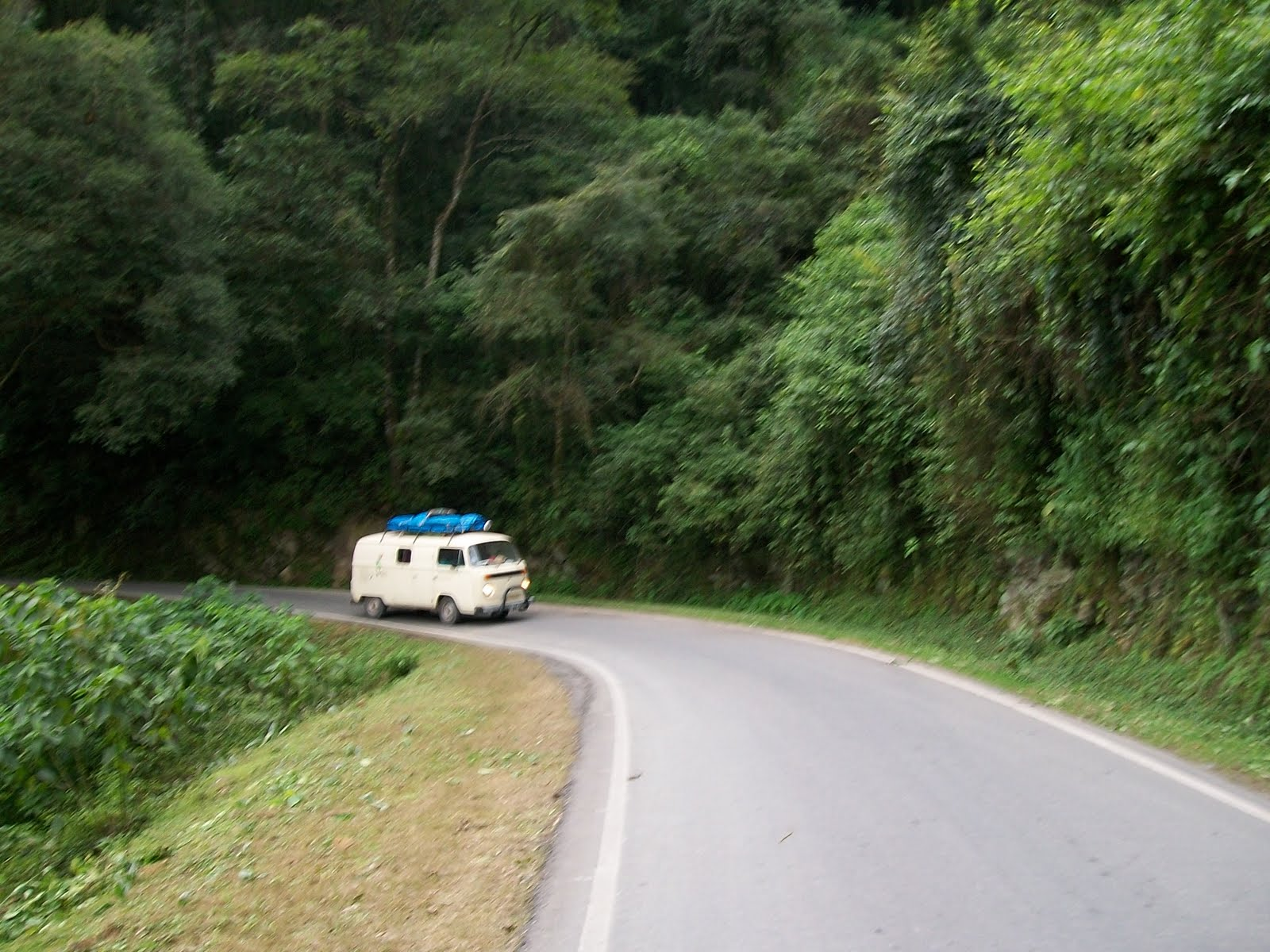
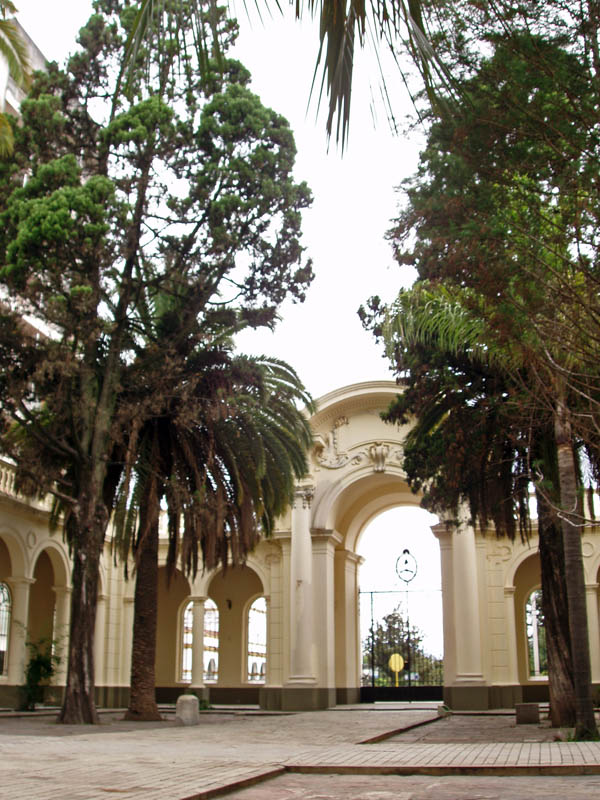

## روابط إضافية
- Official site (Spanish)
- Description (English)
- Images from Humahuaca, Jujuy
- North of Argentina Tourist info
- Pictures of Jujuy